# Skåne läns västra valkrets

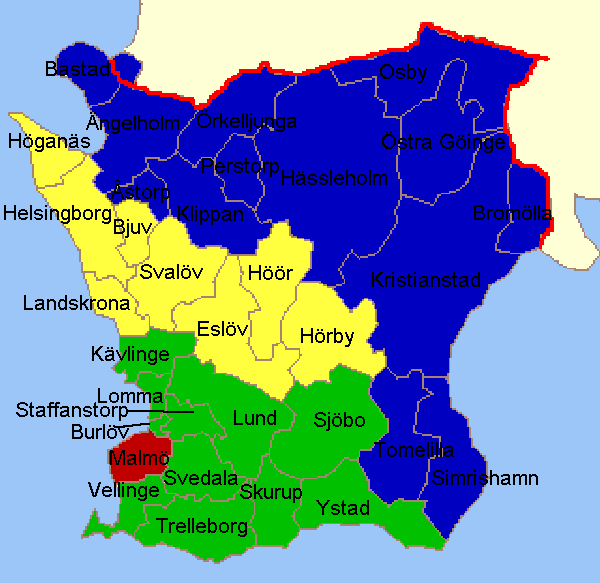
Skåne läns valkretsar vid val till Sveriges riksdag. Skåne läns västra valkrets är markerad i gult.

Skåne läns västra valkrets (åren 1994-1998 kallad Malmöhus läns norra valkrets) är sedan 1994 en valkrets för val till riksdagen. De övriga valkretsarna i Skåne län är Skåne läns norra och östra valkrets, Skåne läns södra valkrets och Malmö kommuns valkrets.
Valkretsen består av Bjuvs kommun, Eslövs kommun, Helsingborgs kommun, Höganäs kommun, Hörby kommun, Höörs kommun, Landskrona kommun och Svalövs kommun.

## Mandatantal
| 1994                | 1998              | 2002              | 2006              | 2010              | 2014              | 2018              |
| ------------------- | ----------------- | ----------------- | ----------------- | ----------------- | ----------------- | ----------------- |
| Malmöhus läns norra | Skåne läns västra | Skåne läns västra | Skåne läns västra | Skåne läns västra | Skåne läns västra | Skåne läns västra |
| 9                   | 9                 | 9                 | 9                 | 9                 | 9                 | 9                 |

## Riksdagsledamöter (listan ej komplett)

### 1994/95–1997/98
- Helena Nilsson, c
  - Anna Corshammar-Bojerud, c (ersättare 11/3–31/5 1996 och 21/4–31/5 1997)
- Siw Persson, fp
- Jan Backman, m
- Peter Weibull Bernström, m
- Anna Åkerhielm, m
- Jan Andersson, s (1994/95–9/10 1995)
  - Christin Nilsson, s (ersättare 10/1–9/10 1995, ordinarie ledamot från 10/10 1995)
- Lena Larsson, s
- Annika Nilsson, s
- Bo Nilsson, s
- Bengt Silfverstrand, s

### 1998/99–2001/02
- Kenneth Lantz, kd[3]
- Jan Backman, m[3]
- Cristina Husmark Pehrsson, m[3]
- Anna Åkerhielm, m[3]
- Kent Härstedt, s[3]
- Anders Karlsson, s[3]
- Annika Nilsson, s[3]
- Bengt Silfverstrand, s[3]
- Tasso Stafilidis, v[3]

### 2002/03–2005/06
- Tina Acketoft, fp[4]
- Torkild Strandberg, fp[4]
- Kenneth Lantz, kd[4]
- Peter Danielsson, m[4]
- Cristina Husmark Pehrsson, m[4]
- Kent Härstedt, s[4]
- Anders Karlsson, s[4]
- Annika Nilsson, s[4]
- Christin Nilsson (från 2004 Hagberg), s[4]
- Tasso Stafilidis, v[4]

### 2006/07-2009/10
- Lennart Pettersson, c[5]
- Torkild Strandberg, fp[5]
  - Tina Acketoft, fp (från 2007)
- Peter Danielsson, m[5]
- Cristina Husmark Pehrsson, m[5] (statsråd från 2006)
  - Ann-Charlotte Hammar Johnsson, m (statsrådsersättare för Christina Husmark Pehrsson från 2006)
- Mats Sander, m[5]
- Marie Weibull Kornias, m[5]
- Ann Arleklo, s[5]
- Christin Hagberg, s[5]
- Kent Härstedt, s[5]
- Anders Karlsson, s[5]

### 2010/11–2013/14
- Torkild Strandberg, FP[6] (4/10–20/12 2010)
  - Tina Acketoft, FP (20/12 2010–2013/14)
- Thomas Finnborg, M[6]
- Ann-Charlotte Hammar Johnsson, M[6]
- Cristina Husmark Pehrsson, M[6] (statsråd 4–5/10 2010)
  - Mats Sander, M (ersättare för Cristina Husmark Pehrsson 4–5/10 2010)
- Jonas Jacobsson, M[6]
- Magnus Ehrencrona, MP[6]
- Ann Arleklo, S[6]
- Kent Härstedt, S[6]
- Anders Karlsson, S[6]
- Tony Wiklander, SD[6]

### 2014/15–2017/18
- Torkild Strandberg, FP/L[7] (29/9–18/12 2014)
  - Tina Acketoft, FP/L (från 19/12 2014)
- Thomas Finnborg, M[7]
- Ann-Charlotte Hammar Johnsson, M[7]
- Jonas Jacobsson Gjörtler, M[7]
- Rickard Persson, MP[7]
- Lena Emilsson, S[7]
- Kent Härstedt, S[7]
- Niklas Karlsson, S[7]
- Yasmine Larsson, S[7]
- Aron Emilsson, SD[7]
- Roger Richtoff, SD[7]

### 2018/19–2021/22
- Jonny Cato Hansson (från 2019 Cato), C[8]
- Michael Anefur, KD[8]
  - Cecilia Engström, KD (ersättare för Mikael Anefur 14/1–15/6 2020)
- Torkild Strandberg, L[8] (24–25/9 2018)
  - Tina Acketoft, L (från 26/9 2018)
- Ann-Charlotte Hammar Johnsson, M[8]
- Ulrika Heindorff, M[8]
  - Mats Sander, M (ersättare för Ulrika Heindorff 2/11 2020–2/5 2021 samt 14/3–29/5 2022)
- Niklas Karlsson, S[8]
- Yasmine Larsson (från 1/3 2019 Bladelius), S[8]
  - Lena Emilsson, S (ersättare för Yasmine Larsson/Bladelius 25/11 2018–24/6 2019 samt 1/9 2020–30/4 2021)
- Ola Möller, S[8]
- Ebba Hermansson, SD[8] (2018/19–17/12 2021)
  - Pontus Andersson, SD (från 17/12 2021)
- Linda Lindberg, SD[8]
- Carina Ståhl Herrstedt, SD[8]

### 2022/23–2025/26
- Jonny Cato, C[9]
- Mauricio Rojas, L[9]
- Ann-Charlotte Hammar Johnsson, M[9]
- Ulrika Heindorff, M[9]
- Yasmine Bladelius, S[9]
- Niklas Karlsson, S[9]
- Ola Möller, S[9]
- Bo Broman, SD[9]
- Linda Lindberg, SD[9]
- Carina Ståhl Herrstedt, SD[9]